# Nordoff Robbins
El Nordoff-Robbins Music Therapy, es una ONG inglesa que realiza terapia de música creativa, creada tras la colaboración de 17 años de Paul Nordoff y Clive Robbins principio en 1958. Sea originalmente ingeniado como terapia para niños y niñas con incapacidades psicológicas, físicas, o de desarrollo.
Su temprana creación fue influida por Rudolph Steiner.
Nordoff-Robbins Music Therapy sostiene la creencia que todo el mundo puede responder ante la música, ya que las calidades únicas de la música pueden  realzar la comunicación, el cambio de actitud, y habilitar y formar a las personas para vivir más creativamente. 

## Silver Clef Award
Nordoff Robbins dirige los premios anuales Silver Clef Award para recaudar dinero.

## Labor
Nordoff Robbins es una asociación de musicoterapia dedicada a transformar la vida de los niños vulnerables y adultos en todo el Reino Unido. 
- Utilizan la musicoterapia y otros servicios de música para ayudar a una serie de personas con una amplia gama de desafíos como el autismo, la demencia, problemas de salud mental, apoplejía, lesión cerebral, la depresión y que amenaza la vida o enfermedades terminales, como el cáncer. Todas las personas que ayudan tienen un factor unificador - la música mejora drásticamente su calidad de vida.
- Proporcionan profesional de formación Masters de musicoterapeutas, junto con varios cursos cortos y talleres que están abiertos a todos los interesados en aprender más acerca de la música y el bienestar.
- Investigan la construcción de la evidencia de la musicoterapia y ayudan a informar y formar a los profesionales del futuro.

## Lema
Ninguna otra organización utiliza la música para llegar a tanta gente, en tantos contextos, con tan consistentemente altos niveles de especialización. El poder de la música nos afecta a todos - a través Nordoff Robbins puede transformar vidas.